# Bitka u klancu Vrpilama
Bitka u klancu Vrpilama bila je bitka između snaga Hrvatskog Kraljevstva i Osmanskog Carstva.

## Uvodne okolnosti
Osmanlije su iskoristile sukobe pristaša Vladislava II. Jagelovića i Maksimilijana Habsburgovca.
Škajin-paša je rujna 1491. godine iz Bosne provalio u Hrvatsko Kraljevstvo, pustošeći preko Zagreba sve do Kranjske, pustošeći Novo Mjesto, Kostanjevicu i Krško. Utaborili su se kod Metlike na dan sv. Mihovila. Narasli vodostaj rijeka odagnao ih je od daljnjeg prodora pa su se u listopadu odlučili vratiti u Bosnu. Nakon uspješne pljačke, paleži i inog pustošenja, akindžije su se vraćale s plijenom preko Hrvatske. Osmanske su snage sad bile usporene i opterećene velikim plijenom i mnoštvom zarobljenih ljudi.

## Bitka
Vrpile se nalaze između Korenice i Krbavskog polja. Hasan pašu je dočekala hrvatska vojska koju su predvodili hrvatski ban Ladislav Egervarski i Bernardin Frankopan. U toms su klancu dočekali tursku vojsku koja je vozila sa sobom veću količinu plijena. Hrvati su se podijelili u četiri bojna tabora u zasjedi, koje su uz bana Ladislava Egervarskog predvodili knezovi Frankopani. Bitka je završila potpunom pobjedom hrvatske vojske. Hrvatski kroničar Ivan Tomašić posebno spominje Ivana Cetinskog i Mihajla Slunjskog, koji su u tom boju „sjekli Turke boreći se ne kao ljudi, već kao lavovi”.
Ivan Tomašić navodi kako je poginulo 9.000 turskih ratnika te da je tom prigodom oslobođeno 18.000 zarobljenih kršćana.
Neimenovani osmanski ljetopisac govori i porazu osmanske vojske:
Umorni, iznemogli, goli vojnici! Snage da se biju nisu imali. Nevjernici uništiše ih sve, samo neke zarobiše. Hasan beg sa dva ili tri čovjeka pobježe u dubinu šume i spase se. A osili svi izgiboše...
Kralj Vladislav II. je Ladislav Egervarskom zatim dao u posjed grad Steničnjak te navodi kako mu je ban poslao u Budim velik broj turskih zarobljenika sa zastavama i banderijima.
Izvori ne spominju u 1492. godini nikakav veći osmanski prodor u Hrvatsku i susjedne zemlje. Cijela 1492. godina bila je temeljita priprava za nove osmanske provale.